# Ediciones de Windows 11

## Ediciones de Windows 11
Windows 11 está disponible en varias ediciones, cada una diseñada para diferentes tipos de usuarios y entornos. Estas ediciones varían en características, licenciamiento y funcionalidades específicas.

### Ediciones principales
- Windows 11 Home: Orientada al consumidor general. Incluye funciones básicas como Microsoft Store, Widgets y soporte para juegos. Microsoft. «Comparación de ediciones de Windows 11». Microsoft. Consultado el 18 de agosto de 2025.
- Windows 11 Pro: Dirigida a usuarios avanzados y pequeñas empresas. Añade BitLocker, Hyper-V y políticas de grupo. Microsoft. «Comparación de ediciones de Windows 11». Microsoft. Consultado el 18 de agosto de 2025.
- Windows 11 Pro for Workstations: Optimizada para hardware de alto rendimiento y tareas intensivas.
- Windows 11 Enterprise: Disponible mediante licenciamiento por volumen. Incluye funciones avanzadas de seguridad y administración. Microsoft. «Licenciamiento por volumen». Microsoft. Consultado el 18 de agosto de 2025.
- Windows 11 Education: Similar a Enterprise, pero con enfoque académico.
- Windows 11 SE: Versión simplificada para dispositivos educativos, con restricciones de instalación y administración centralizada. Microsoft Docs. «Windows 11 SE Overview». Microsoft Learn (en inglés). Consultado el 18 de agosto de 2025.

### Ediciones especiales
- Windows 11 Home Single Language: Variante de Home con soporte para un solo idioma.
- Windows 11 N: Ediciones sin Windows Media Player, disponibles en Europa por razones legales.

### Comparación de características
| Edición    | Uso principal | Características destacadas                                   |
| ---------- | ------------- | ------------------------------------------------------------ |
| Home       | Hogar         | Widgets, Microsoft Store, Xbox Game Bar                      |
| Pro        | Profesional   | BitLocker, Hyper-V, Escritorio remoto                        |
| Enterprise | Corporativo   | Seguridad avanzada, App Guard, DirectAccess                  |
| Education  | Académico     | Configuración simplificada, acceso a herramientas educativas |

### Versiones H de Windows 11
Windows 11 se distribuye en versiones semestrales identificadas por el sufijo H (por ejemplo, 21H2, 22H2). Estas versiones están documentadas oficialmente por Microsoft. Microsoft Docs. «Windows release health». Microsoft Learn (en inglés). Consultado el 18 de agosto de 2025.
| Versión | Fecha de lanzamiento    | Novedades destacadas                                                                | Tipo de actualización   |
| ------- | ----------------------- | ----------------------------------------------------------------------------------- | ----------------------- |
| 21H2    | Octubre 2021            | Inicio de Windows 11, Fluent Design, Snap Layouts, Widgets                          | Versión completa        |
| 22H2    | Septiembre 2022         | Menú Inicio mejorado, pestañas en el Explorador, mejoras de accesibilidad           | Paquete de funciones    |
| 23H2    | Octubre 2023            | Copilot integrado, mejoras en Ink, soporte nativo para RAR/7z                       | Paquete de habilitación |
| 24H2    | Junio 2024              | Soporte para Copilot+ PC, Recall, mejoras en energía y rendimiento                  | Versión completa        |
| 25H2    | Octubre 2025 (previsto) | Menú Inicio renovado, widgets en pantalla de bloqueo, IA en herramienta de recortes | Paquete de habilitación |

### Evolución desde Windows 10
Las ediciones de Windows 11 mantienen continuidad con las de Windows 10, aunque se han simplificado algunas variantes y se ha introducido Windows 11 SE como respuesta al mercado educativo. La nomenclatura de versiones H también continúa el esquema semestral iniciado en Windows 10.